# إم ايه في تي في 500 موسم 2015
إم ايه في تي في 500 موسم 2015 (بالإنجليزية: 2015 MAVTV 500)‏ هو أحد سباقات سلسلة إندي كار 2015. أقيم بتاريخ 27 يونيو 2015 في كاليفورنيا. حلّ الأمريكي غراهام رحال أولا بينما جاء البرازيلي توني كنعان في المركز الثاني وحصل على المركز الثالث الأمريكي ماركو اندريتي.